# Sărari, Prahova
Sărari este un sat în comuna Predeal-Sărari din județul Prahova, Muntenia, România.